# Alopatrična speciacija
Alopatrična speciacija je proces, pri katerem nastanejo nove vrste populacij zaradi naravnih vplivov kot so morje, gore, itd.. Zaradi tega pride do odselitve posameznih skupin na nova območja in tam se privajajo na okoljske razmere. Pri tem pride do genetskih razlik med dvema populacijama, zato se ne morejo med sabo razmnoževati. Zaradi izoliranosti nekaterih skupin pride do novih vrst.